# Domènec Bonet i Espasa
Domènec Bonet i Espasa   (Vinaixa, 4 d'agost de 1841 - Barcelona, 22 d'abril de 1931) va ser un guitarrista i compositor català.

## Biografia
De jove es va traslladar a Barcelona, on va estudiar música amb Josep Brocà Codina i va compaginar la seva dedicació professional a la guitarra amb la literatura. Abans de complir els vint anys, va ser nomenat professor de guitarra a l'Escola Municipal de Cecs de Barcelona, càrrec que va ocupar fins a la seva jubilació, i a més va ser professor auxiliar de literatura en el mateix centre. Segons Domènec Prat i Marsal, aquests càrrecs li van ser confirmats el 30 d'octubre de 1861.
Durant els anys 1897 i 1898, Bonet i Espasa va impartir classes de guitarra de forma gratuïta al Conservatori del Liceu, tot i que va haver de deixar aquesta tasca per les seves responsabilitats oficials. Va fundar conjuntament amb Miquel Llobet la Societat Lira Orfeo, amb un total de quinze instruments de corda pinçada. El 1900, va ser nomenat professor d'instruments de plectre a la Societat Lira Orfeu, on va col·laborar activament fins a la seva jubilació.
El 24 de juny de 1922, Bonet i Espasa es va retirar de la seva feina com a professor a l'Escola Municipal de Cecs, i com a part del seu homenatge, la comissió de cultura de l'Ajuntament de Barcelona i l'Associació d'Obrers i Empleats Municipals li van dedicar el número 139 de El Obrero Municipal.
A més de la seva passió per la música, Bonet i Espasa també va destacar en la pintura, disciplina que va estudiar amb el mestre Pere Borrell. Algunes de les seves obres, de gran valor, es van dispersar entre les seves amistats.

## Llistat d'obres (recull)

### Veu i guitarra
- Guajiras

### Guitarra
- Amistad (Madrid, Biblioteca Fortea)
- Gratitud (Madrid, Biblioteca Fortea)